# 半人馬座ο
半人馬座ο，又名CP-58 3692，HD 100261、SAO 239145、HR 4441，是半人馬座的一颗恒星，视星等为5.13，位于銀經292.95，銀緯1.88，其B1900.0坐标为赤經11h 27m 8.6s，赤緯-58° 1.88′ 25″。这个恒星是一个黄色的超巨星或者特超巨星，距离约为6500光年，有文献认为该星的绝对热星等高达-9.4.